# Калниньш, Алфредс
Алфредс Калниньш (латыш. Alfrēds Kalniņš; 23 августа 1879 — 23 декабря 1951) — латвийский и советский композитор. Народный артист Латвийской ССР (1945).

## Биография
Алфредс Калниньш родился 23 августа 1879 года в Цесисе в семье Яниса Калниньша, служившего экономом в одной из хозяйских усадеб.
Окончил прогимназию Р. Мильмана (1888), Биркенрускую немецкую гимназию (1892), реальное училище К. Миллера. Учился в Санкт-Петербургской консерватории по классу органа у Л. Ф. Гомилиуса, по классу композиции у Н. А. Соколова, А. Р. Бернгарда, А. К. Лядова (1897—1901).
С девятилетнего возраста играл на органе в цесисской церкви Св. Иоанна. Был хормейстером Рижского латышского певческого общества (1901—1903), органистом, пианистом и хоровым дирижёром в Пярну (1903—1911), Лиепае (1911—1915), Тарту (1915—1918), Риге (1919—1927).
Один из основателей и директоров Латвийской национальной оперы. Некоторое время жил и работал в США (1927—1933), по возвращении в Латвию был органистом рижского Домского собора (1933—1944), директором Латвийской консерватории (1944—1948), с 1947 года был профессором по классу фортепиано. Сын Алфредса Калниньша, Янис, также был дирижёром Латвийской консерватории и Латвийской национальной оперы.

## Творчество
Оперы «Банюта» (1920) и «Островитяне» (1926), балет-сказка «Стабурагс» (1943). Различные произведения для солистов, хора и симфонического оркестра. Автор лирических и патриотических песен, обработок народных мелодий.
В 1917 году на слова Вилиса Плудониса написал песню «Мы хотим быть господами на своей родной земле», претендовавшую на роль будущего государственного гимна Латвии (однако впоследствии в роли гимна была утверждена «Dievs, svētī Latviju!» Карлиса Бауманиса).
Один из самых известных органистов своего времени, играл до 20 часов в день.

## Память
Похоронен в Риге на Лесном кладбище.
В 1979 году в центре Риги установлен памятник А. Калниньшу работы скульптора Карлиса Бауманиса (по эскизам Теодора Залькална).